# ستيوارت سنكلير
ستيوارت سنكلير (بالإنجليزية: Stuart Sinclair)‏ (9 نوفمبر 1987 بهوغتون كونكوست في المملكة المتحدة - ) هو لاعب كرة قدم بريطاني في مركز الدفاع. لعب مع نادي بريستول روفيرز ونادي لوتون تاون وBedford Town F.C. ‏ ونادي سالزبري سيتي ونادي كامبريدج ستي وArlesey Town F.C. ‏ وDunstable Town F.C. ‏.

## وصلات خارجية
- ستيوارت سنكلير على موقع قاعدة بيانات كرة القدم.إي يو (الإنجليزية)
- ستيوارت سنكلير على موقع Soccerbase.com (لاعب) (الإنجليزية)
- ستيوارت سنكلير على موقع Soccerway.com (الإنجليزية)